# Parafia Matki Bożej Królowej Polski w Southampton
Parafia Matki Bożej Królowej Polski w Southampton (ang. Our Lady of Poland Parish) – parafia rzymskokatolicka położona w Southampton, w hrabstwie Suffolk, stanu Nowy Jork, Stany Zjednoczone.
Jest ona wieloetniczną parafią w diecezji Rockville Centre, z mszą św. w j. polskim dla polskich imigrantów.
Ustanowiona w 1918 roku i dedykowana Matce Bożej Królowej Polski.

## Szkoły
- Szkoła Regionalna „Our Lady of the Hamptons”